# Математички институт САНУ
Математички институт САНУ један је од осам института САНУ основан у Београд 1946. године. Институт се бави истраживањима у области математике, механике и компјутерских наука.

## Историјат
Математички институт САНУ основан је као први институт Академије. Иницијатори његовог формирања били су тројица академика: Антон Билимовић, Милутин Миланковић и  Александар Белић.
Претеча Института био је „Клуб математичара“, основан 1920-тих година. Окупио је све истраживачки оријентисане математичаре са Београдског универзитета и од 1932. године почео да издаје први међународни математички часопис у Србији: Publications Mathématique de l'Université de Belgrade. Међутим библиотека Клуба је уништена у Другом светском рату са свим писаним записима о раду Клуба. Оснивачи и чланови Института, сви бивши чланови Клуба математичара, видели су Институт као најбоље средство за обнову математике у Србији. Нова библиотека је покренута у исто време кад и Институт и до 1947. године је поново покренут међународни часопис, сада са измењеним називом:  Publications de l'Institute Mathématique. У прве две деценије, математичка анализа и њене примене у механици су апсолутно доминирале истраживачким активностима у Институту. Током деценија различите гране су имале своје успоне и падове, засноване углавном на њиховој агилности и способности да привуку дипломиране студенте. 1970-тих акценат је стављан на математичку логику, док 80-тих година геометрија и топологија постају све истакнутије. 

Члан је Европске асоцијације истраживачких центара у математици.

## Директори
- Академик Антон Билимовић, математичар и физичар, 1947-1949.
- Др Јован Карамата, математичар, 1949-1951
- Академик Радивој Кашанин, математичар, 1951-1958
- Академик Миодраг Томић, математичар, 1958-1961
- Др Тадија Пејовић, математичар, 1961-1968
- Академик Ђуро Курепа, математичар, 1968-1969
- Др Вељко А. Вујичић, математичар, вршилац дужности 1969, 1992-1993
- Академик Татомир Анђелић, математичар, 1969-1978
- Академик Мирко Стојаковић, математичар, 1978-1981
- Др Стево Комљековић, математичар, 1981-1985
- Др Зоран Марковић, математичар, 1985-1992, 1993, 2014
- Др Зоран Огњановић, математичар, 2015–[5]